# Chiconamel
Chiconamel là một đô thị thuộc bang Veracruz, México. Năm 2005, dân số của đô thị này là 6811 người.